# Orde van de Ster van de Italiaanse Solidariteit
De Orde van de Ster van de Italiaanse Solidariteit (Italiaans: "Ordine della Stella della Solidarietà Italiana") werd op 27 januari 1947, kort na het afschaffen van de Orde van Sint-Mauritius en Sint-Lazarus en de Orde van de Italiaanse Kroon ingesteld. Deze ridderorde beloont verdiensten van Italianen en vreemdelingen, maar vooral van de vele Italiaanse emigranten in den vreemde, voor de wederopbouw van het door de Tweede Wereldoorlog ernstig geschonden land. De minister van Buitenlandse Zaken heeft het recht om mensen voor te dragen voor deze decoratie. De Italiaanse president is de grootmeester van de orde.

## De graden
- Eerste Klasse

Zij dragen het kleinood van de orde aan een lint om de hals en de ster van de orde op de linkerborst.
- Tweede Klasse

De Tweede Klasse draagt een groot uitgevoerd kleinood van de orde aan een lint om de hals. 
- Derde Klasse

De Derde Klasse draagt een kleinood aan een lint op de linkerborst.

## De versierselen van de orde sinds 2001
In 2001 werden de uitvoeringen van de Italiaanse orden herzien. Het nieuwe kleinood is een kompasster waarvan de vier hoofdstreken wit zijn geëmailleerd zijn en de vier andere streken groen.Het medaillon toont ook nu de barmhartige samaritaan uit de gelijkenis in het evangelie naar Lucas als een gouden reliëf binnen een blauwe ring met de gouden letters "Solidarietà Italiana". De ster is nu achtpuntig en van zilver. Het lint is groen met smalle witte en rode biezen.

## De versierselen van de orde voor 2001
Het kleinood was een vijfpuntige gouden ster, het symbool van de Italiaanse republiek, met in het midden een medaillon. Het medaillon toont ook nu de barmhartige samaritaan uit de gelijkenis in het evangelie naar Lucas als een gouden reliëf. De eerste en tweede graad werden op een vlammenzee gelegd die in de vijf armen van de ster zichtbaar was. Als bevestiging aan het lint werd een gouden lauwerkrans gebruikt. Het lint was ook voor 2001 groen met smalle witte en rode biezen.

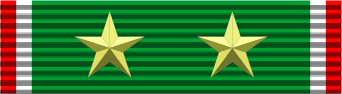
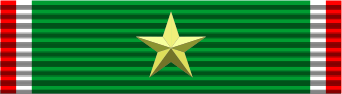
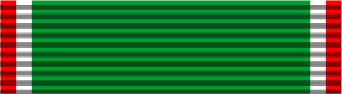